# Furnarius rufus
Il Fornaio rossiccio (Furnarius rufus), anche conosciuto come joão-de-barro (in Brasile), uiracuiar e uiracuité (parole derivate dalle parole in lingua tupi-guarani Gwirá, "uccello" e Ku'ya, "zucca/rifugio") ma anche guyra tatakua (in guaraní), oppure alonsito (in Argentina e Paraguay), casero, caserita (in Argentina), alonso o Alonso García (in Paraguay), tiluchi (nella parte orientale della Bolivia), semplicemente hornero (in Uruguay, Argentina e Bolivia), hornerillo, o albañil (in Argentina), è un uccello passeriforme di dimensioni medio-piccole, della famiglia dei Furnaridi, presente nella parte orientale del Sud America ed è l'uccello nazionale di Argentina e Uruguay. Il suo nome deriva dall'abitudine di costruire nidi di fango simili a forni; è comune nelle savane, nella macchia secondaria, nei pascoli e nei terreni agricoli ed è sinantropico. Il suo areale comprende Brasile sud-orientale e meridionale, Bolivia, Paraguay, Uruguay e Argentina settentrionale e centrale, estendendosi sino a sud fino alla Patagonia settentrionale. La specie è più strettamente imparentata con il Furnarius cristatus del Paraguay e dell'Argentina. Ci sono quattro sottospecie accertate.
Il Fornaio rossiccio è di taglia medio-piccola che varia da 10 a 26 cm di lunghezza per 80-100 g di peso, circa, con la coda quadrata e becco leggermente ricurvo. Il piumaggio è complessivamente bruno-rossastro con una corona marrone opaca e una gola biancastra. I due sessi sono simili e gli uccelli giovani sono leggermente più chiari nella parte inferiore (probabilmente perché sono più puliti). I Fornaio rossiccio si nutrono prevalentemente di insetti e altri artropodi cacciati pascolando sul terreno. A volte si nutrono di avanzi come le briciole di pane. I canti del Fornaio sono sessualmente distinti: il rapido trillo che di solito si sente come parte del duetto è più veloce nel maschio e più lento nella femmina ed entrambi, mentre cantano, battono le ali lateralmente alla stessa velocità del loro trillo, pertanto un osservatore può identificare il sesso dell'esemplare osservando la velocità con cui battono le ali mentre cantano.

## Predatori
I predatori del Fornaio rossiccio, sia esemplari adulti sia giovani, includono rapaci come l'aquila, il nibbio petto nero  e l'aquila blu cilena, piccoli mammiferi, gatti domestici, alcuni serpenti e, forse, lucertole. Tuttavia, il suo nido chiuso riduce il rischio di predazione, offrendo maggiore protezione.

## Riproduzione
Il Fornaio rossiccio si riproduce durante l'estate australe, deponendo le uova tra agosto e dicembre, allevando i nidiacei subito dopo e i piccoli possono rimanere nel loro territorio natale fino alla stagione riproduttiva successiva. La specie è monogama e il legame di coppia è a lungo termine, a volte per tutta la vita. Il nido della specie è tipico del genere, rassomiglia a un grande "forno" di spessa argilla posto su un albero o su strutture rialzate artificiali come recinzioni, pali telefonici o edifici. Le coppie rimangono insieme durante tutto l'anno e lavorano alla costruzione e manutenzione del nido durante tutto il periodo; i nidi possono essere costruiti in appena cinque giorni ma solitamente viene impiegato più tempo a completare la costruzione, a volte mesi. Una covata contiene generalmente da due a quattro uova. Le uova vengono deposte ogni due giorni e incubate per 14-18 giorni. I pulcini vengono nutriti per 23-26 giorni prima dell'involo; i giovani uccelli rimangono nel territorio dei genitori per circa sei mesi dopo l'involo e talvolta fino alla stagione riproduttiva successiva. Entrambi i genitori incubano le uova e nutrono i piccoli. Questi uccelli possono o meno riutilizzare i nidi, quindi è abbastanza comune vedere diversi nidi vicini l'uno all'altro nello stesso sito di nidificazione, talvolta anche costruiti sopra i nidi più vecchi. Tuttavia, un nido precedentemente inutilizzato può essere riparato per una nuova stagione riproduttiva.

## Stato
Il Fornaio rossiccio ha beneficiato notevolmente dei cambiamenti apportati all'ambiente dagli umani e molti vivono in habitat altamente modificati e antropizzati, come i sobborghi delle città. A loro volta, i loro nidi abbandonati possono essere utilizzati da varie altre specie di uccelli che vi possono nidificare dentro. Il fringuello zafferano è una specie che comunemente nidifica in vecchi nidi di Fornaio. Il Fornaio rossiccio nelle zone in cui vive è una presenza comune ben conosciuta ed è stato adottato come l'uccello nazionale di Argentina e Uruguay. Non è minacciato dalle attività umane ed è elencato come specie a rischio minimo dalla IUCN.

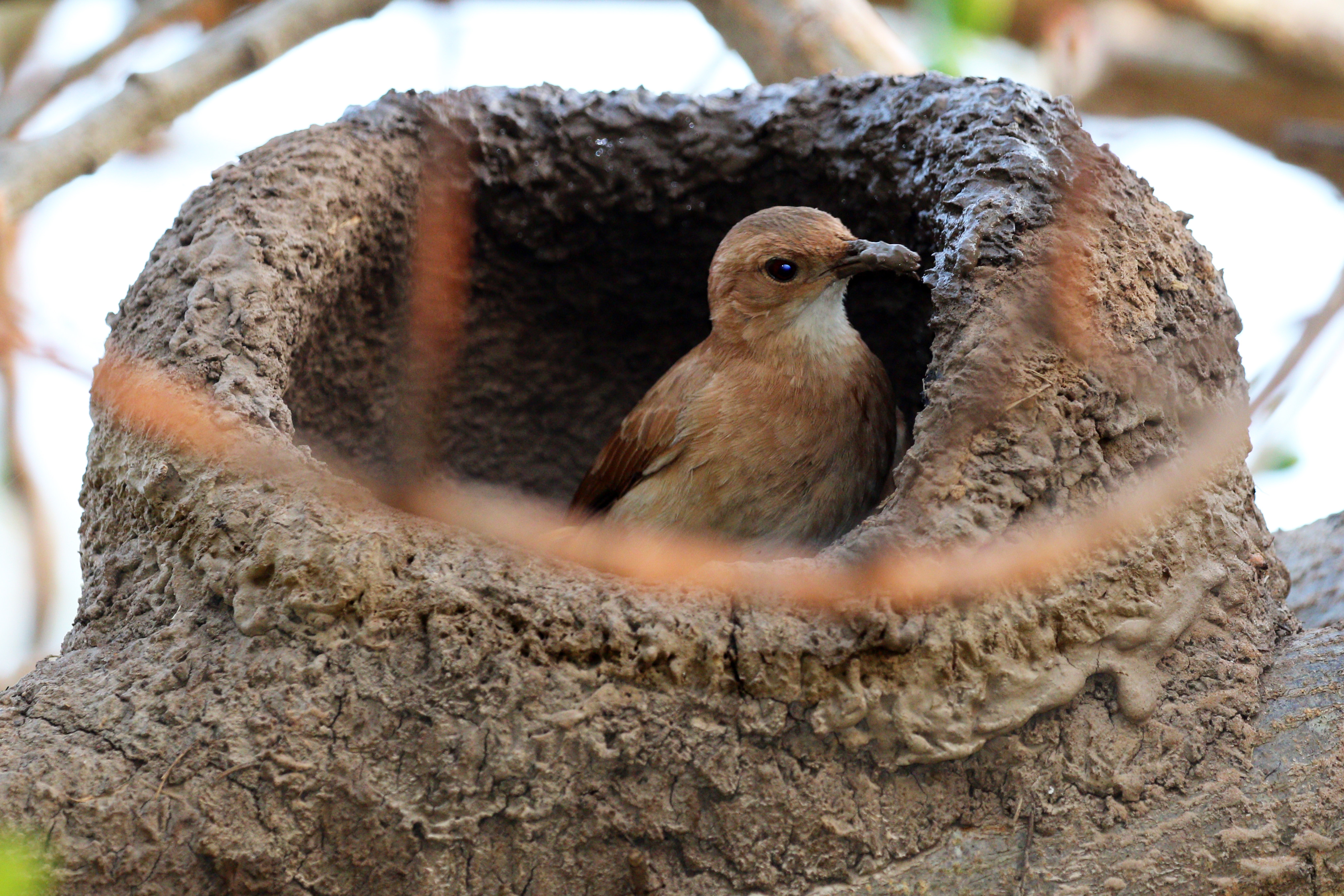
Costruzione del nido Pantanal, Brasile
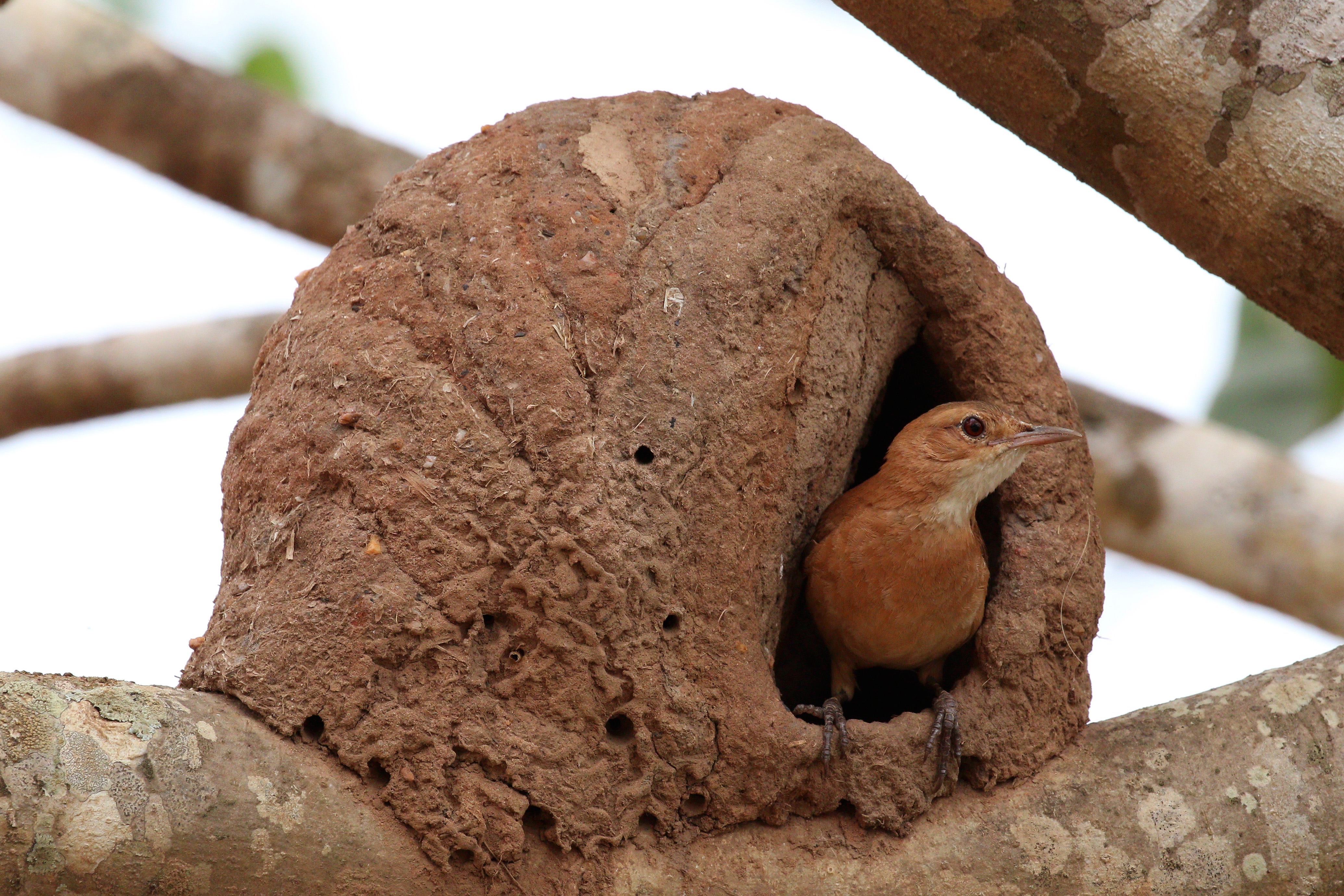
Nido esterno completato Pantanal, Brasile

## Tassonomia

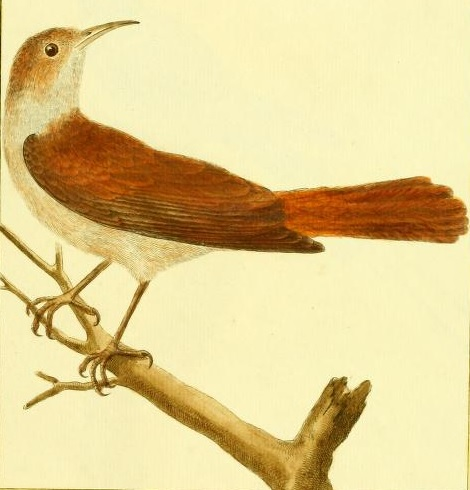
Furnarius rufus disegnato da François-Nicolas Martinet prima del 1780 per il libro Histoire Naturelle

Le prime annotazioni sulla specie furono fatte da Philibert Commerson nel 1767, da un esemplare rinvenuto nella baia di Barragán durante la spedizione di Louis Antoine de Bougainville. Commerson chiamò l'uccello Turdus fulvus e le sue note furono successivamente pubblicate da Georges Buffon nella sua Histoire Naturelle nel 1779. Tuttavia, il Furnarius fu inizialmente descritto scientificamente come Merops rufus, dal naturalista tedesco Johann Friedrich Gmelin nella tredicesima edizione del Systema Naturae pubblicata nel 1788.
Nel 1816, Louis Pierre Vieillot stabilì il genere Furnarius nella sua Analyse d'une nouvelle ornithologie élémentaire e vi incluse il Furnarius rufus, sebbene Vieillot non ribattezzò direttamente l'uccello come Furnarius rufus. Il suo nome scientifico attuale fu usato per la prima volta in ornitologia da John Gould nel suo Zoology of the Voyage of HMS Beagle del 1841.
Oggigiorno il Furnarius rufus integra il genere Furnarius con altre cinque specie. Sono tutti originari del Sud America e costruiscono nidi di fango che assomigliano a vecchi forni a legna. Il suo parente più prossimo è il Furnarius cristatus, che è considerata la sua specie "sorella" a causa del comportamento e del modello di piumaggio simili .
La derivazione dell'attuale nome del genere, Furnarius, deriva dal latino furnus, che significa "forno". La parola spagnola "hornero" deriva in modo simile da horno, che significa, appunto, "forno". Il suo epiteto specifico deriva dal latino rufum, che significa "rosso" o "rossastro".

### Sottospecie
Sono generalmente riconosciute cinque sottospecie del Furnarius rufus, in base al piumaggio e alle dimensioni:
- F. r. rufus, la sottospecie designata, descritta da Gmelin nel 1788. È stato identificato in Uruguay, in Argentina centrale e nel Brasile meridionale.
- F. r. albogularis, descritto come Figulus albogularis da von Spix nella suo Avium species novae del 1824[16]. Localizzato nel sud est del Brasile e negli stati di Goiás, Bahia e San Paolo.
- F. r. commersoni, descritto come Furnarius commersoni da von Pelzeln nel suo Zur Ornithologie Brasiliens del 1868[17]. Localizzato nel Brasile occidentale e nella Bolivia orientale.
- F. r. paraguayae, descritto da Cherrie & Reichenberger nel diario American Museum Novitates del 1921[18]. Trovato in Paraguay e nel nord dell'Argentina.
- F. r. schuhmacheri, descritto da Laubmann nel suo Verhandlungen der Ornithologischen Gesellschaft in Bayern del 1933[19]. Localizzato nel sud della Bolivia.

## Descrizione
Il Fornaio rossiccio è di piccole-medie dimensioni che variano da circa 18 a 20 cm e da 31 a 58 g, con i maschi più pesanti. Ha un becco sottile e leggermente curvo, adatto a mangiare insetti, possiede un sopracciglio colorato di lunghezza 2,5 cm. La lunghezza delle ali è di 10,2 cm, non presenta un evidente dimorfismo sessuale, sebbene i i maschi sono leggermente più grandi delle femmine. La coda è corta a 7,1 cm. Le misurazioni della specie possono differire a causa della regola di Bergmann.
I sessi non sono dimorfici nel loro piumaggio. Hanno entrambi un dorso marrone rossiccio e le parti inferiori marrone chiaro. Le sue ali sono di colore marrone chiaro tranne che per le penne remiganti che sono nerastre con apici color cannella.

## Ecologia e biologia
Vive in zone con scarsa vegetazione o in pieno campo. Trascorre molto tempo a terra, distinguendosi per la sua caratteristica camminata tranquilla, che si alterna a piccole corse. Si nutre di insetti e larve, ragni e altri artropodi. Di tanto in tanto può ingerire semi. Raramente si foraggia sugli alberi. Sono monogami e le coppie rimangono insieme per molto tempo, spesso tutta la vita. Difendono il loro territorio tutto l'anno, sia le femmine sia i maschi, ma possono pernottare anche fuori dalla loro zona. Hanno l'abitudine di cantare insieme all'ingresso del nido, agitando le ali.

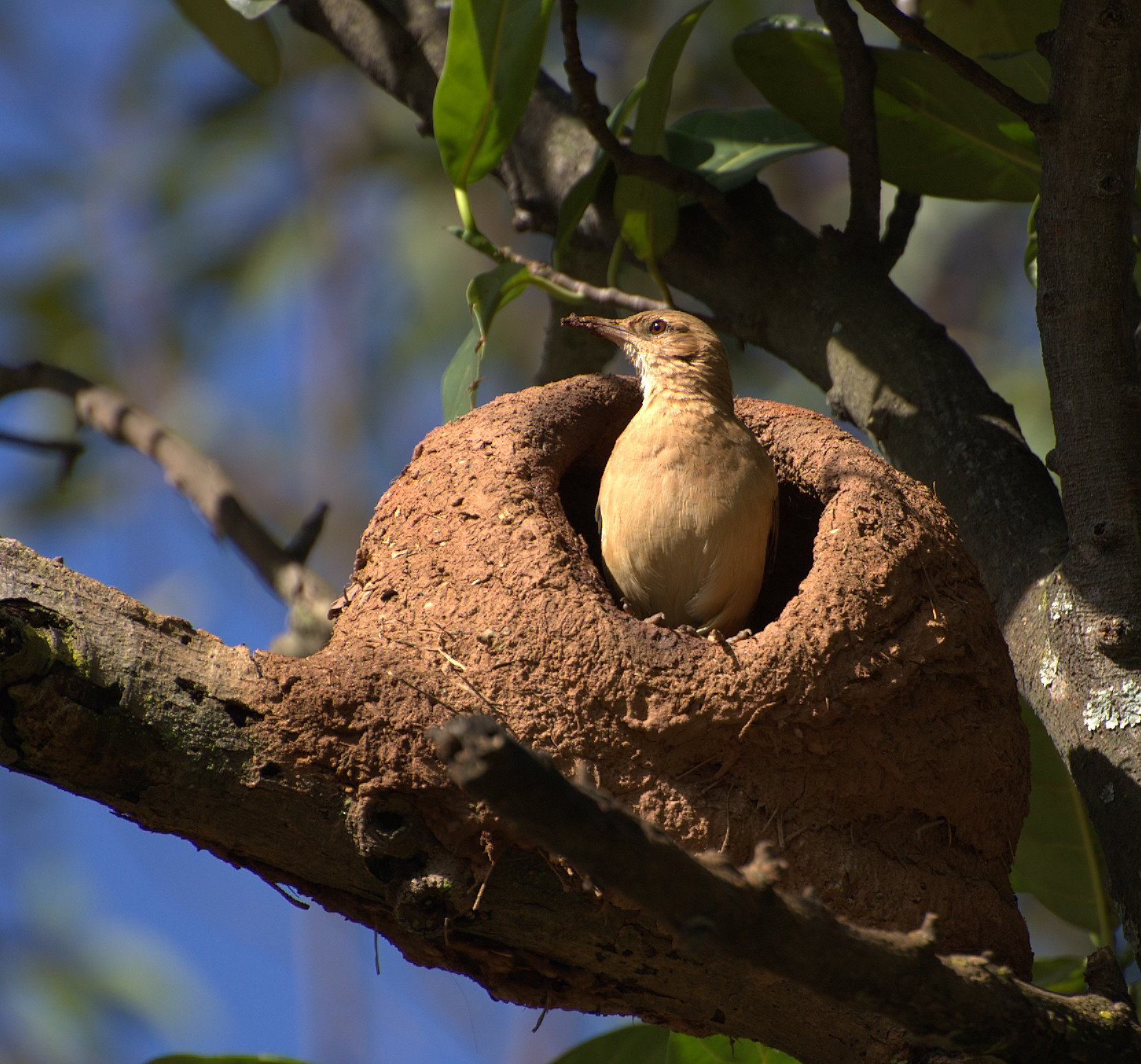
Un Furnarius rufus nel suo nido

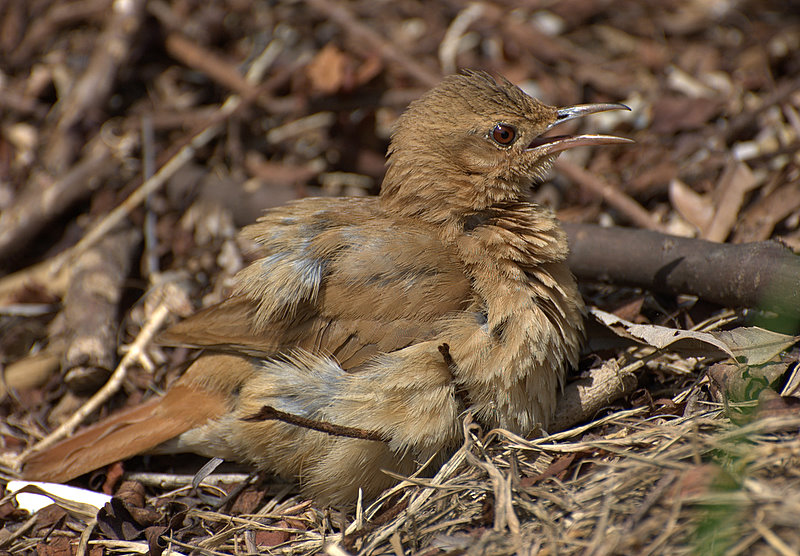
Esemplare giovane

Il suo tipico nido a forma di forno lo ha reso molto popolare. Allo stato naturale predilige, per nidificare, i rami bassi degli alberi e tronchi secchi, scegliendo punti che abbiano una buona visibilità dell'ambiente circostante, ma se non trova un luogo adatto può nidificare anche a terra o su qualche roccia sporgente. Nell'area urbana, dove si è perfettamente adattato, predilige i pali elettrici, potendo costruire anche sugli edifici. L'abitudine di utilizzare i pali dell'elettricità per la nidificazione ha causato problemi di manutenzione alle società elettriche. Non esiste una relazione diretta tra la nidificazione e il periodo riproduttivo. L'uccello trascorre quasi tutto l'anno occupato nella costruzione, a volte più di una contemporaneamente, il che può essere spiegato dall'elevato tasso di perdite di nidi dovute a invasioni di altri animali, incidenti distruttivi, l'intervento umano e indisponibilità di argilla fresca, che dipende dal regime delle precipitazioni.
Da notare la presenza dell'uccello e del suo nido nella composizione araldica dello stemma del cardinale uruguaiano Daniel Fernando Sturla Berhouet.
La coppia costruisce a turno il nido, una struttura a forma di forno, da 17 a 30 cm di diametro e alta circa 20 cm, che può pesare fino a 12 kg, anche se la media è di 5 kg. È diviso in una base o piattaforma, una sala stretta e una camera più ampia e arrotondata dove avviene la cova. L'ingresso è generalmente ellittico o a forma di mezzaluna. Il materiale di costruzione è costituito prevalentemente da argilla, paglia e letame fresco. Ogni anno costruiscono un nuovo nido, ma a volte possono rinnovarne uno vecchio. Possono anche costruirne più di uno contemporaneamente. La costruzione impiega dai due ai diciotto giorni per essere terminata, a seconda della disponibilità di materiale, che se manca può portare all'interruzione del lavoro per iniziare un altro nido quando le piogge forniscono nuova argilla. Una volta pronto il nido, la coppia ha cura di coprire la camera dell'incubatrice - cosa non sempre avviene - con fibre vegetali, peli o capelli, piume.
Nel nido la femmina depone da tre a quattro uova bianche, dal guscio fragile, che pesano da 4 a 7 g e misurano da 27 a 29 mm di lunghezza per circa 21 mm di diametro. la cova, eseguita dalla coppia, inizia costantemente solo dopo la deposizione del terzo uovo, impiegando dai quattordici ai diciotto giorni. Di notte, tuttavia, sembra che della cova sia responsabile la sola femmina. Il tasso di natalità varia ampiamente da regione a regione. I pulcini subito dopo la nascita mostrano già un comportamento difensivo, sibilando come serpenti e attaccando gli intrusi con il becco aperto, ma senza alcuna azione realmente efficace. Entrambi i genitori li nutrono. All'inizio gli adulti stanno con i pulcini per riscaldarli, ma dopo otto giorni di vita i genitori trascorrono più tempo fuori dal nido. A quattordici giorni i pulcini si addestrano già col loro canto, a venti giorni lasciano il nido, ma per qualche altro giorno i genitori li nutrono ancora. Se una seconda covata viene deposta in un periodo che si sovrappone al precedente, i giovani pulcini della prima nidiata possono aiutare i genitori a costruire un nuovo nido.
Tra i suoi nemici ci sono la Guira guira, che preda le uova e i pulcini, la Rupornis magnirostris, il Geranoaetus melanoleucus, che distrugge il nido e preda i pulcini, e l'opossum, che preda uova, pulcini e adulti e poi occupa il nido. I passeri possono buttare fuori i pulcini per usare il nido. I Molothrus bonariensis (Vaccaro splendente) possono parassitare i nidi deponendovi il loro uovo, in modo che il Fornaio incubi e allevi il cucciolo "alieno". I nidi vuoti sono occupati da un'ampia varietà di uccelli, alcuni insetti come ape e cimice, oltre a serpenti e Hyla arborea. La Phaeoprogne tapera utilizza esclusivamente nidi di Fornaio rossiccio vuoti per la propria nidificazione.

## Nella cultura

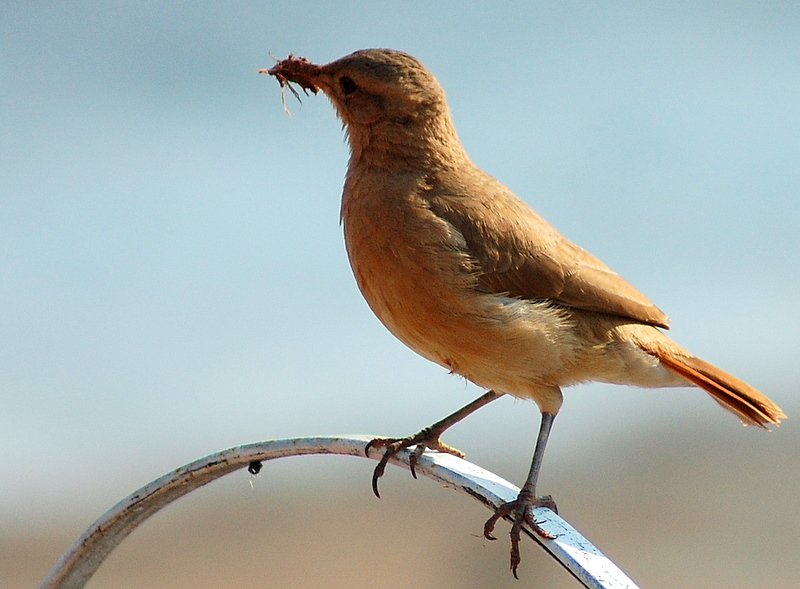
Un Furnerius rufus che trasporta fango nel becco

Il Fornaio rossiccio è un uccello molto popolare, tanto da essere stato scelto come uccello nazionale dell'Argentina. Fa parte del folklore di diverse regioni, essendo presente in numerose leggende. Una di queste sostiene che il maschio possa rinchiudere la femmina infedele nel nido fino al sopraggiungere della morte, cosa che non è mai stata dimostrata. Un'altra leggenda vuole che costruisca il suo nido con l'apertura nella direzione opposta al vento e alla pioggia, ma le ricerche effettuate mostrano risultati contraddittori. Si dice anche che sia un "uccello religioso", in quanto sarebbe solito sospendere la costruzione del nido la domenica e nei giorni festivi, ma anche questo fatto non risulta scientificamente provato. In alcune regioni interne i loro nidi vuoti diventano oggetti di decorazione domestica.
Il suo canto, insieme a quello di altri uccelli, fu un'ispirazione per il dotto compositore Olivier Messiaen. È stato il protagonista del libro per bambini O Armário do João de Barro, di Christina Dias; ha dato il nome a un progetto del governo brasiliano per la costruzione di case popolari nell'entroterra, soprattutto nel Nord-est; è stato oggetto di una poesia di Cassiano Ricardo; è un motivo costante nell'opera del pittore José Antônio da Silva ed è stato cantato nella famosa "toada caipira" João de Barro, di Teddy Vieira e Muibo César Cury. L'artista Celeida Tostes ha utilizzato i suoi nidi per creare un'installazione presentata alla School of Visual Arts al Parque Lage nel 1990. Il Fornaio rossiccio ("João de Barro" in lingua portoghese) è anche il nome di una canzone cantata da Maria Gadú e composta da Leandro Léo e Rafael Portugal. Inoltre, l'uccello ha dato il nome a una piattaforma crittografica per la Autoridade Certificadora Raiz da Infra-estrutura de Chaves Públicas do Brasil, una ONG e a un concorso nazionale di letteratura dalla città di Belo Horizonte.
Nel Sobradinho, Regione Amministrativa del Distretto Federale brasiliano, vi è la leggenda che la città sia stata fondata da un João de Barro, a cui deve anche il nome, poiché in passato un viaggiatore avrebbe trovato lì uno di questi uccelli intento a costruire il suo nido e questi, parlando col viandante, disse che il nido avrebbe avuto la forma di un sobradinho (tipica casa a due piani brasiliana), in ricordo dei grandi casolari che un tempo punteggiavano il paesaggio di quella regione. Gli indigeni Avá Guarani così narrano l'origine del João de Barro: il giovane Kuairúi si era innamorato di Tiantiá, un valoroso guerriero. Volevano sposarsi, ma il capo Tabáire, il padre di Kuairúi, non lo permise, perché nonostante il suo coraggio Tiantiá non sapeva come costruire una capanna. Così sono entrambi vennero trasformati in uccelli che si aiutano a vicenda nella costruzione del nido.